# Петров, Михаил Петрович (полковник)
Михаи́л Петро́вич Петро́в (17 ноября 1904, Старые Шарашли, Уфимская губерния — 5 августа 1967, Винница) — Герой Советского Союза, командир 364-го стрелкового полка 139-й стрелковой дивизии 50-й армии 2-го Белорусского фронта, подполковник.

## Биография
Михаил Петрович Петров родился в деревне Старые Шарашлы (ныне — Бакалинский район Башкортостана) в семье крестьянина-батрака. Родители (татары-кряшены) до 1917 года работали батраками у помещика Маслова Василия Ерофеевича в селе Бакалы. С 1917 года занимаются сельским хозяйством. В 7 лет поступил учиться в сельскую школу где окончил 4 класса. Татарин. Член КПСС с 1929 года. Окончил начальную школу. Работал телеграфистом.
В Красной Армии с 1926 года.
На фронтах Великой Отечественной войны с ноября 1941 года. В 1944 году окончил курсы «Выстрел».
Командир 364-го стрелкового полка (139-я стрелковая дивизия, 50-я армия, 2-й Белорусский фронт) подполковник Петров умело руководил подразделениями полка в июньском наступлении 1944 года. Взломав оборону противника, полк 24—26 июня форсировал реки Проня, Бася, Реста и в ночь на 28 июня 1944 года — Днепр южнее города Могилёв, освободил свыше 215 населённых пунктов, отрезал пути отхода на запад окружённой группировке противника.
Звание Героя Советского Союза присвоено 24 марта 1945 года.
После войны продолжал службу в армии. В 1949 году окончил Ленинградскую высшую бронетанковую школу. С 1954 года полковник Петров — в запасе.
Жил и работал в Виннице.
Умер 5 августа 1967 года. Похоронен в Виннице.

## Воинские звания
- Техник-интендант 2-го ранга (Приказ НКО № 01653/п от 24.12.1935).
- Техник-интендант 1-го ранга (Приказ НКО № 0560/п от 01.02.1937).
- Политрук.
- Старший политрук.
- Батальонный комиссар.
- Подполковник (Приказ НКО № 0624 от 1943).
- Полковник (Приказ НКО № 0352 от 03.11.1944).

## Награды
- Медаль «Золотая Звезда» (24.03.1945);
- два ордена Ленина (24.03.1945, 19.11.1951);
- два ордена Красного Знамени (10.01.1942, 27.06.1944);
- орден Александра Невского (19.09.1944);
- орден Красной Звезды (03.11.1944);
- медаль «За победу над Германией в Великой Отечественной войне 1941—1945 гг.» (09.05.1945)
- медаль «За взятие Кёнигсберга»
- медаль «30 лет Советской Армии и Флота» (20.02.1948)
- медаль «За Одру, Нису и Балтику»
- медали.

## Семья
- Отец — Петров Петр Петрович
- Мать — Петрова (Герасимова) Агафия Исаевна
- Брат — Петров Павел Петрович
- Сестра — Аграфена
- Сестра — Мария
- Первая жена — Петрова (Грязева) Вера Афанасьевна
- Вторая жена — Петрова (Малоземова) Ольга Иосифовна
- Сын — Петров Анатолий Михайлович
- Сын — Петров Геннадий
- Сын — Петров Вячеслав
- Сын — Петров Анатолий
- Внучка — Петрова Лена
- Правнучка — лисенко мишель